# Madeline (película de 1989)
Madeline es una película animada francesa y canadiense estrenada en 1989.

## Reparto

### Reparto original (1989)
- Christopher Plummer como el narrador.
- Marsha Moreau como Madeline.
- Tara Charendoff como Cloe.
- Wendy Lands como Daniela, Nicole, y las otras niñitas.
- Judith Orban como Señorita Clavel.
- Daccia Bloomfield
- Rob Cowan
- Loretta Jalefice
- Linda Kash
- John Stocker

### Doblaje en Latinoamérica (hecho en México) (1990)
- Francisco Colmenero como el narrador.
- Diana Santos como Madeline.
- Cristina Camargo como Cloe.
- Elsa Covián como Nicole.
- Toni Rodríguez como Daniela.
- Vanesa Garcel como Yvette.
- Rocío Garcel como Nona.
- Patricia Acevedo como Ana.
- Rossy Aguirre como Juanina.
- Irma Carmona como Mónica.
- Karla Falcón como Lulu.
- María Fernanda Morales como Silvia.
- Gaby Willer como Ellie.
- Ángela Villanueva como Señorita Clavel.
- Rocío Prado
- Humberto Solórzano
- Nancy MacKenzie
- Sylvia Garcel
- Esteban Siller

### Doblaje español (1990)
- Miguel Ángel Jenner como el narrador.
- Marta Angelat como Madeline.
- Graciela Molina como Cloe.
- Geni Rey como Nicole.
- Marta Ullod como Daniela.
- Luisita Soler como Yvette.
- Mónica Padrós como Nona.
- Vicky Martínez como Ana.
- Ana Pallejá como Juanina.
- Núria Trifol como Mónica.
- Roser Vilches como Lulu.
- Joël Mulachs como Silvia.
- Juana Molina como Ellie.
- María Luisa Solá como Señorita Clavel.
- Marta Martorell
- Francisco Garriga
- Mercedes Pastor
- Alicia Laorden
- José María Angelat